# هيرونيموس فان ألفين
هيرونيموس فان ألفين هو كاتب للأطفال وكاتب ومحامي وشاعر وسياسي هولندي، ولد في 8 أغسطس 1746 في خاودا في هولندا، وتوفي في 2 أبريل 1803 في لاهاي في هولندا. انتخب وزير مالية هولندا وانتخب Treasurer-General ‏ (1793 – 1795).

## روابط خارجية
- هيرونيموس فان ألفين على موقع ميوزك برينز (الإنجليزية)